# Juan Tuñas
Juan “Romperredes” Tuñas, (La Habana, 17 de julio de 1917 – México, D. F., 4 de abril de 2011) futbolista cubano, fue uno de los 15 jugadores que integraron el equipo de Cuba que participó en la Copa Mundial de Fútbol de 1938 en Francia. El ex internacional, debutó con la selección nacional de Cuba a los 16 años fue el mayor artillero de la selección Cubana en la historia con 9 goles.  
Dio sus primeros pasos como futbolista jugando de delantero en clubes como el Juventud Asturiana —con el que fue campeón nacional y de goleo en 1941— y el Centro Gallego en la década del 1930 - con quien fue campeón nacional y de goleo en 1938, 1939 y 1940.
Era apodado el “Romperredes” en sus tiempos por sus cañonazos y su vista de águila de cara a la portería. Jugando con Juventud Asturiana frente al elenco de Puentes Grandes, metió dos goles a falta de diez minutos para el final, en uno de ellos, recibió un pase del gallego Vizcaíno, le pegó fuerte y rompió la red.
Tuñas, quien jugó en los tres encuentros de la Copa Mundial, ayudó a Cuba a llegar a los cuartos de final eliminando a Rumania por 2:1 en un partido de desempate el 9 de junio de 1938 en Toulouse, después de que las dos selecciones empataran (3:3) cuatro días antes su encuentro de primera ronda en la misma sede. Los cubanos fueron eliminados por Suecia (8:0) en los cuartos de final en Antibes (Francia) el 12 de junio de 1938, pero el triunfo de Cuba ante Rumania fue el primero para una selección de Concacaf en las Copas Mundiales en suelo europeo.
Tuñas se mudó en 1941 a México y jugó como profesional en el Real Club España ganando dos títulos de liga durante las temporadas de 1941-42 y 1944-45.
El exdelantero Tuñas, que vivió hasta los 93 años en Ciudad de México, falleció el 4 de abril de 2011 no sin antes haber recibido la distinción Gloria del Deporte Cubano el 11 de diciembre de 2005 (Día del Futbolista en Cuba) en La Habana.

## Participaciones en Copas del Mundo
| Mundial                        | Sede    | Resultado        | Partidos | Goles |
| ------------------------------ | ------- | ---------------- | -------- | ----- |
| Copa Mundial de Fútbol de 1938 | Francia | Cuartos de Final | 3        |       |

- Datos: Q787073